# Atletismo nos Jogos Pan-Americanos de 1959 - 110 m com barreiras masculino
A prova dos 100 m com barreiras masculino nos Jogos Pan-Americanos de 1959 foi realizada em Chicago, Estados Unidos.

## Medalhistas
| Ouro                           | Prata                          | Bronze                           |
| Hayes Jones USA Estados Unidos | Lee Calhoun USA Estados Unidos | Elias Gilbert USA Estados Unidos |

## Resultados
| Posição           | Nome              | Nacionalidade      | Tempo | Notas |
| ----------------- | ----------------- | ------------------ | ----- | ----- |
| Medalha de ouro   | Hayes Jones       | USA Estados Unidos | 13.6  |       |
| Medalha de prata  | Lee Calhoun       | USA Estados Unidos | 13.7  |       |
| Medalha de bronze | Elias Gilbert     | USA Estados Unidos | 14.0  |       |
| 4                 | Evaristo Iglesias | CUB Cuba           | 14.6  |       |
| 5                 | Lázaro Betancourt | CUB Cuba           | 14.6  |       |
| 6                 | Wilson Carneiro   | BRA Brasil         | 14.9  |       |
| 7                 | Ijoel da Silva    | BRA Brasil         | N/D   |       |
| 8                 | Cliff Murray      | GUY Guiana         | N/D   |       |